# میهائیل لوتمان
میهائیل لوتمان (استونیایی: Mihhail Lotman؛ زادهٔ ۲ سپتامبر ۱۹۵۲) زبان‌شناس، سیاستمدار و نماینده مجلس اهل استونی است.